# Jørn Duus Hansen
Jørn Duus Hansen (født 23. januar 1944) er en dansk tekstforfatter og tidligere kreativ direktør i reklamebranchen, der blandt andet er kendt for sin medvirken i tv-programmet Kender du typen?.
Duus kom i 1972 til Sabroe Reklamebureau, senere til Bjørvig Reklame og Bergsøe Reklame. I 1983 var han medstifter af Nielsen, Mikkelsen & Duus, som vandt adskillige priser. Bureauet blev i 1989 solgt til DDB Needham. Fra 1992 til 2009 var han ansat hos Bates Y&R som tekstforfatter og kreativ direktør. Fra 1994 til 2000 medvirkede han i DR-programmerne Kender du typen? og Må vi se?.
Siden 2009 har han arbejdet som freelancer.